# Triticum turgidum polonicum
Il grano di Polonia (Triticum turgidum subsp. polonicum (L.) Thell., 1918) è una sottospecie di frumento.
È un frumento tetraploide con 28 cromosomi. Si può trovare in piccole aree del Mediterraneo, l'Etiopia, la Russia e in altre regioni dell'Asia.